# Ga Chatuchak
Ga Chatuchak (tiếng Thái: สถานีจตุจักร) là một nhà ga đường sắt ở quận Chatuchak, Bangkok. Nó nằm trên Tuyến SRT Đỏ. Ga Chatuchak được xây dựng trên tầng trệt của ga Nikhom Rotfai KM.11 trên Tuyến Bắc và Tuyến Đông Bắc thuộc Đường sắt quốc gia Thái Lan.

## Lịch sử

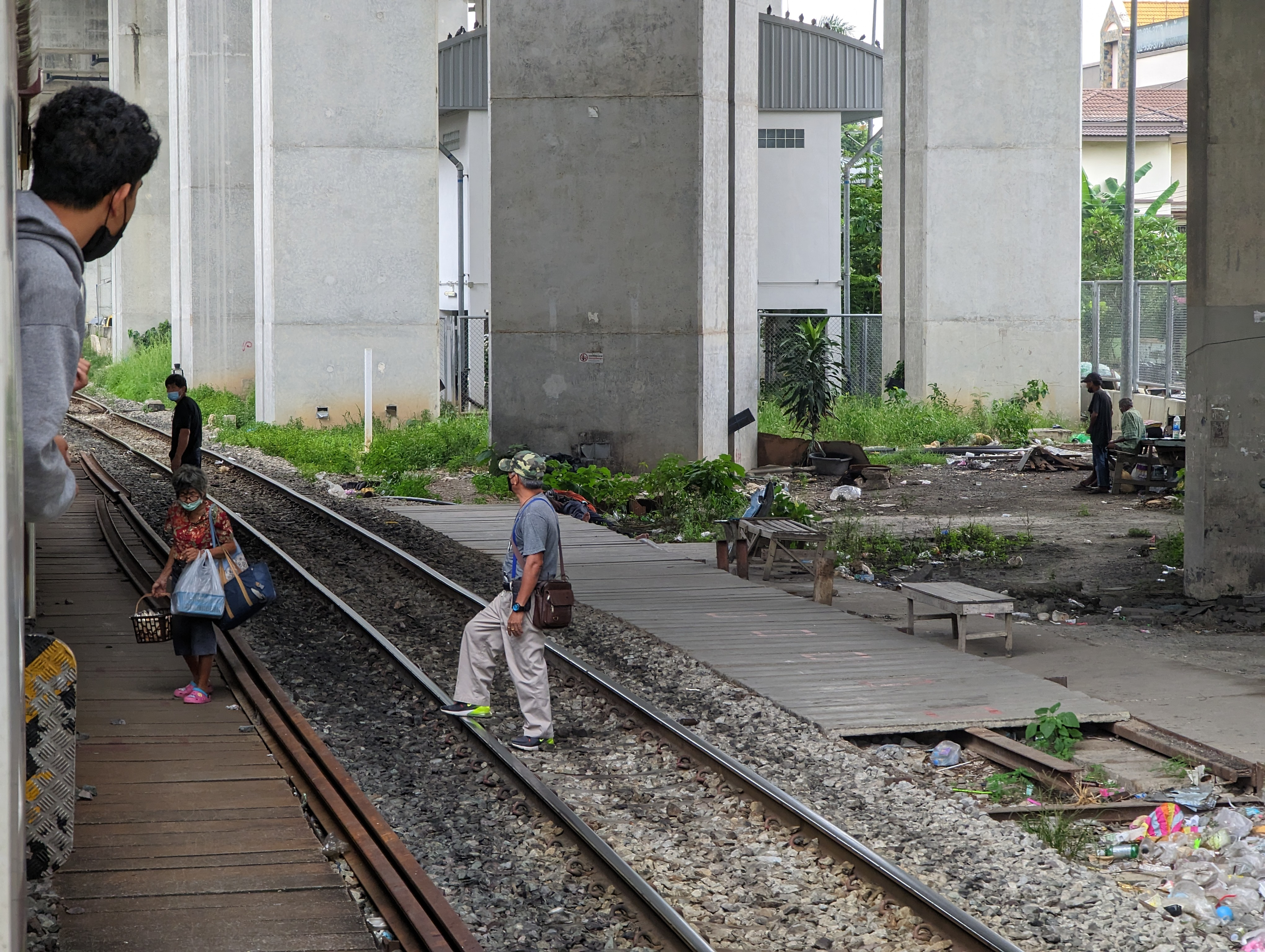
Nhà ga Nikhom Rotfai KM.11 cũ

Ga Chatuchak có tên là ga KM.11 trùng với tên nhà ga cũ, nhưng sau đó đã đổi tên. Nhà ga đã mở cửa ngày 2 tháng 8 năm 2021 cùng với sự mở cửa Tuyến SRT Đỏ Đậm. Ga Nikhom Rotfai KM.11 đóng cửa vào ngày 19 tháng 1 năm 2023 sau khi các dịch vụ bắt đầu hoạt động ở ga trên cao.